# ドラガン・デュカノヴィッチ
ドラガン・ジュカノヴィッチ（Dragan Đukanović, 1969年10月29日 - ）は、ユーゴスラビア（モンテネグロ）出身の元プロサッカー選手、サッカー指導者。現役時代のポジションはFW。登録名はデュカノヴィッチ。

## 来歴
アビスパ福岡のヘッドコーチに就任していたイリヤ・ペトコヴィッチとの縁もあり、1998年W杯（開催国:フランス）のリーグ中断中にボージョヴィッチと共に福岡に入団。
入団時チームは前期で不振を極め、来期より発足する2部(J2)への降格の危機に瀕していた。後期、残留へ巻き返しを図るための起爆剤として期待されたが目立った活躍は出来ず、チームは1部(J1)参入決定戦にまわり、残留は決めたもののシーズン終了後退団した（J1参入決定予備戦も参照）。

## 所属クラブ
- 1989年-1992年  OFKベオグラード
- 1992年-1995年  OFIクレタ
- 1995年-1996年  オモニア・ニコシア
- 1997年-1998年  エーレブルーSK
- 1998年  アビスパ福岡
- 1999年-2000年  FKモグレン
- 2000年-2001年  ラシン・クラブ・ド・フランス
- 2001年-2002年  FCイストル
- 2002年-2003年  エスニコス・アステラスFC
- 2003年-2004年  FKモグレン

## 個人成績
| 国内大会個人成績 | 国内大会個人成績 | 国内大会個人成績 | 国内大会個人成績 | 国内大会個人成績 | 国内大会個人成績 | 国内大会個人成績 | 国内大会個人成績 | 国内大会個人成績 | 国内大会個人成績 | 国内大会個人成績 | 国内大会個人成績 |
| 年度             | クラブ           | 背番号           | リーグ           | リーグ戦         | リーグ戦         | リーグ杯         | リーグ杯         | オープン杯       | オープン杯       | 期間通算         | 期間通算         |
| 年度             | クラブ           | 背番号           | リーグ           | 出場             | 得点             | 出場             | 得点             | 出場             | 得点             | 出場             | 得点             |
| 日本             | 日本             | 日本             | 日本             | リーグ戦         | リーグ戦         | リーグ杯         | リーグ杯         | 天皇杯           | 天皇杯           | 期間通算         | 期間通算         |
| ---------------- | ---------------- | ---------------- | ---------------- | ---------------- | ---------------- | ---------------- | ---------------- | ---------------- | ---------------- | ---------------- | ---------------- |
| 1998             | 福岡             | 29               | J                | 15               | 1                | 0                | 0                | 0                | 0                | 15               | 1                |
| 通算             | 日本             | 日本             | J                | 15               | 1                | 0                | 0                | 0                | 0                | 15               | 1                |
| 総通算           | 総通算           | 総通算           | 総通算           | 15               | 1                | 0                | 0                | 0                | 0                | 15               | 1                |

その他の公式戦
- 1998年
  - J1参入決定戦 5試合0得点

## 指導歴
- 2013年-2014年  FKシンジェリッチ・ベオグラード
- 2014年-2015年  シェイク・ラッセルKC
- 2015年-2016年  FKロヴチェン
- 2016年-  ボルネオFC